# Tronador II (foguete)

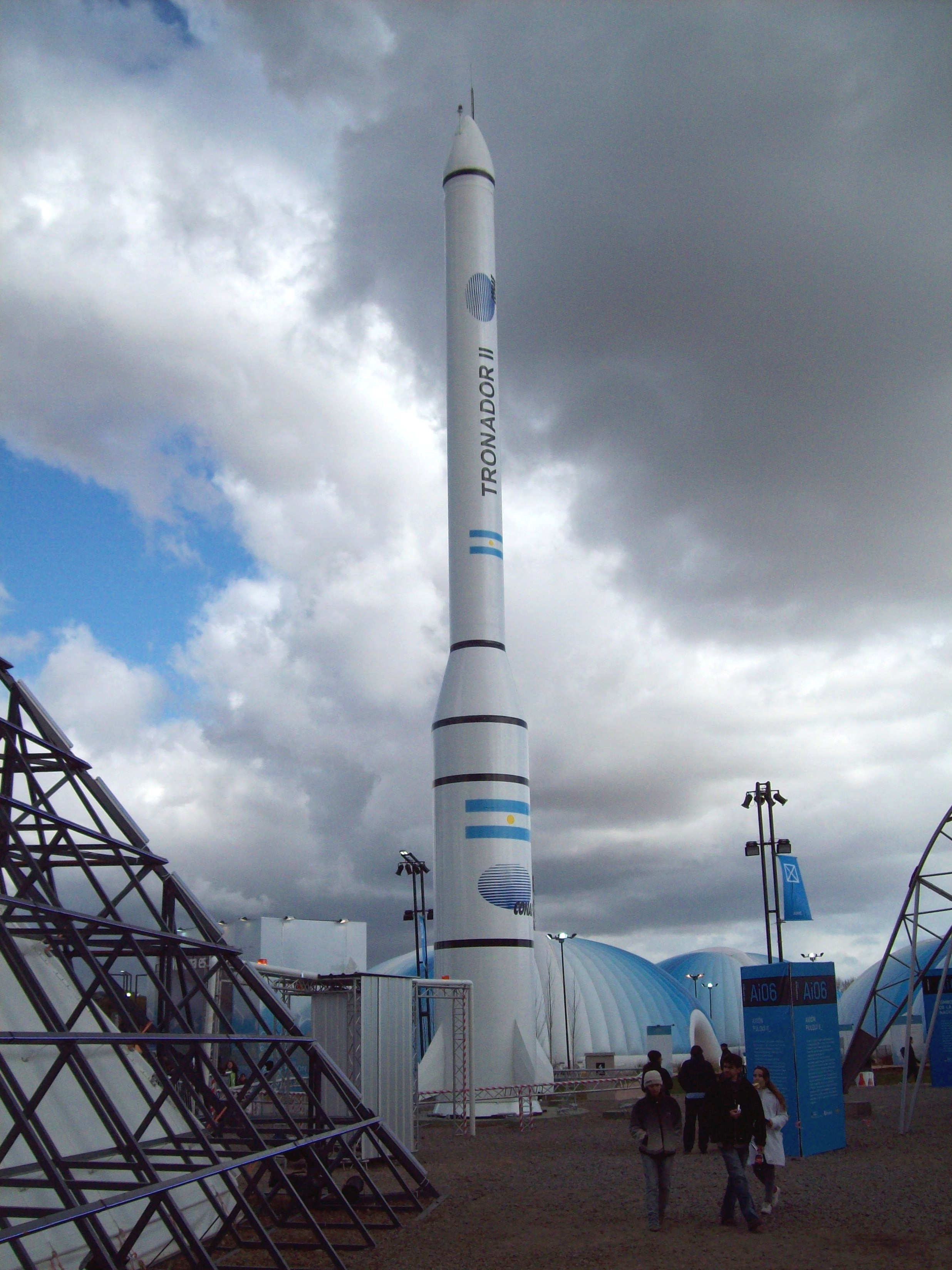
Foguete Tronador II

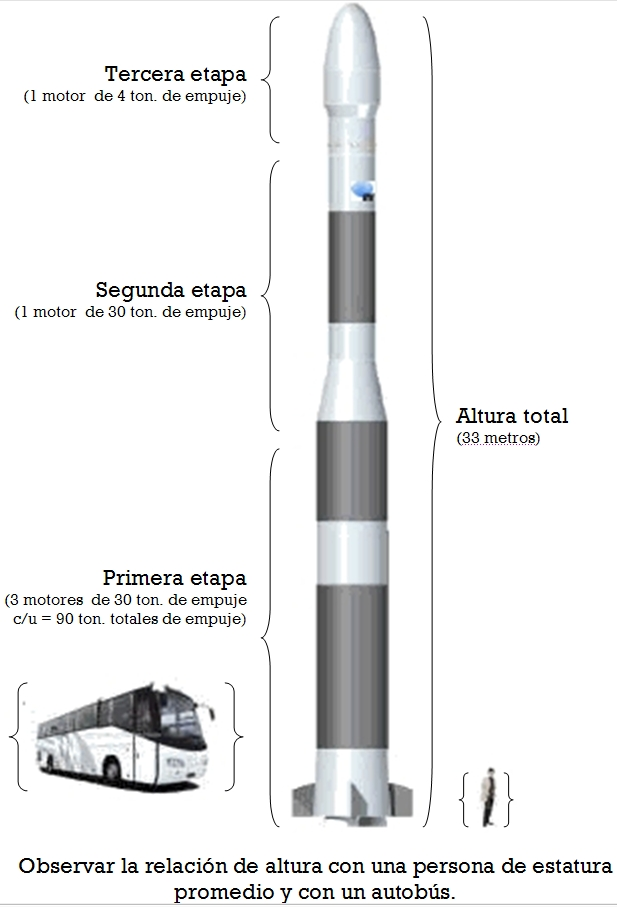
Tronador primeira versão 2, a qual consiste em três fases. Posteriormente foi redesenhado para um foguete de dois estágios.

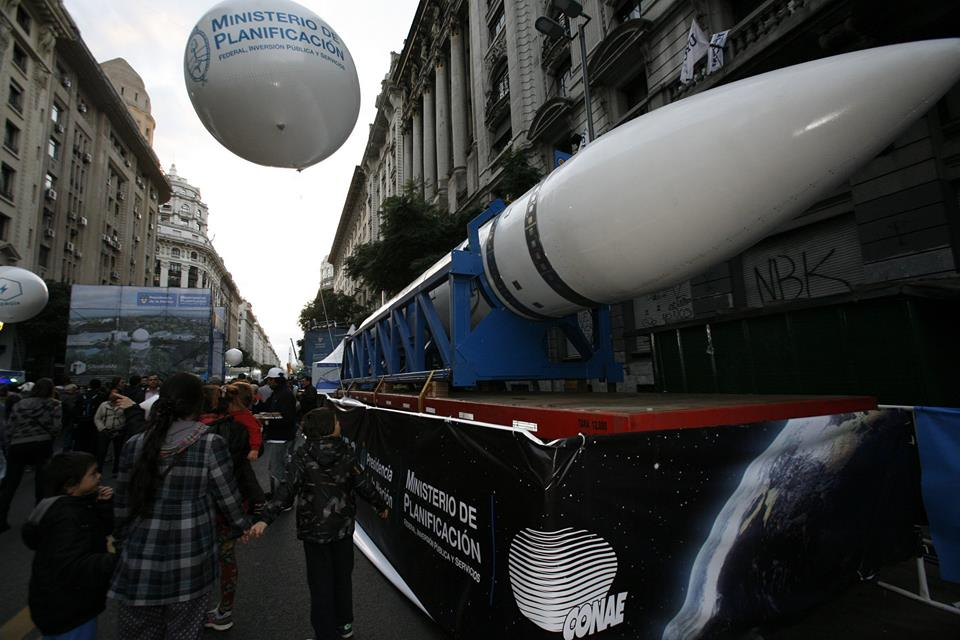
Protótipo do primeiro estágio do foguete Tronador II, Vex-1A, nas celebrações do 25 de maio em Buenos Aires.

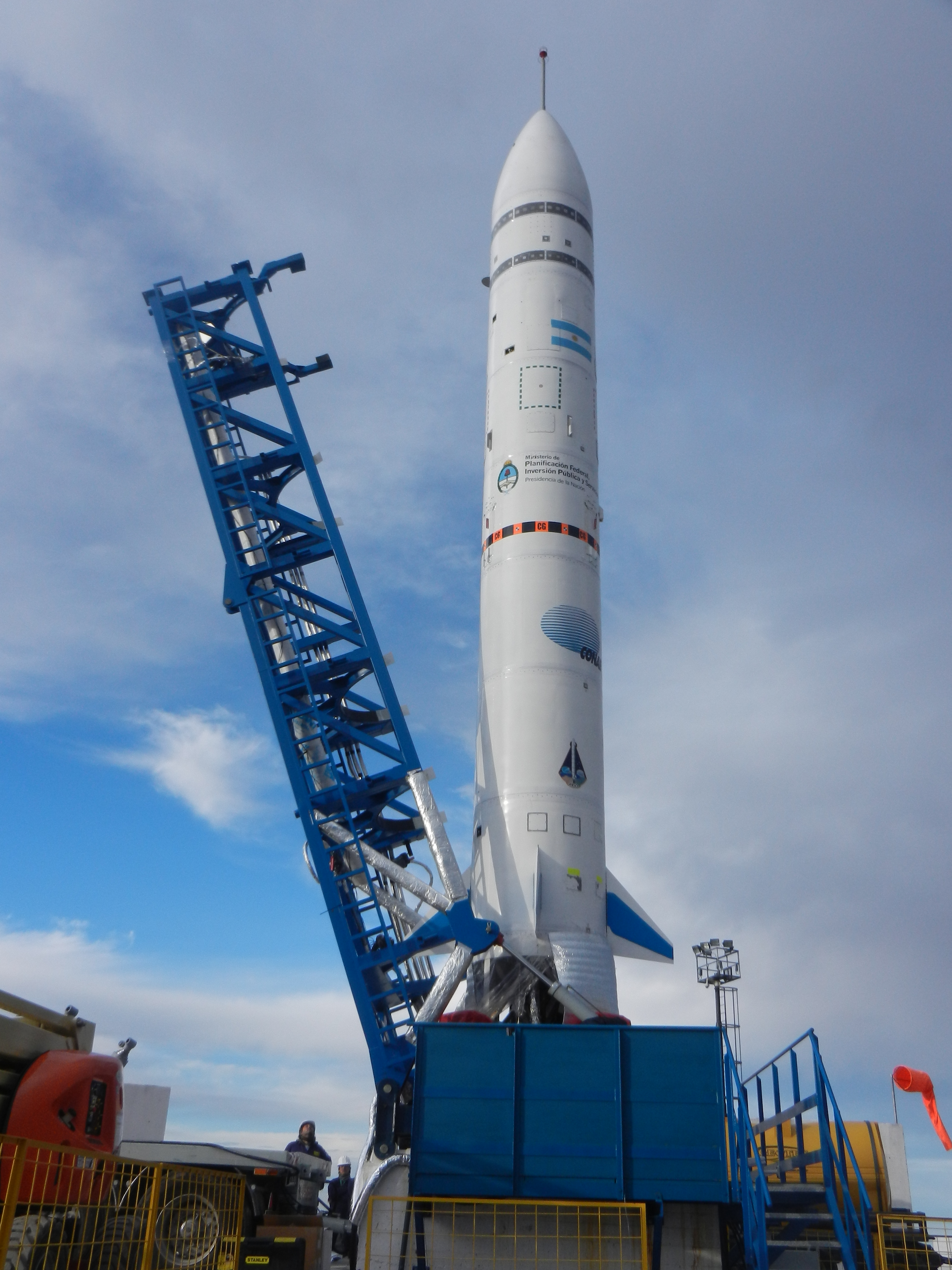
Vex-1b, o primeiro protótipo conseguiu ter um lançamento bem sucedido.

Tronador II é a segunda fase do projeto em desenvolvimento do Veículo de lançamento ou foguete espacial descartável argentino em construção pela Comisión Nacional de Actividades Espaciales (CONAE), o órgão do governo responsável pelo Plano Nacional Espacial da Argentina. Ele começou a se desenvolver na segunda metade da década passada, a pedido da CONAE, sendo a empresa VENG (abreviatura de Vehículo Espacial de Nueva Generación), uma empresa de capitais públicos e privados, o contratante principal. O Tronador II é um foguete de vários estágios de um único laçamento, projetado para colocar satélites em órbita polar e enviar cargas para órbitas baixas. Estima-se que o Programa Tronador é um sistema de lançamento de baixo custo, uma vez estabelecido, como tal, seria capaz de realizar de 5 a 10 lançamentos por ano; dependendo da demanda gerada, derivado não só do Plano Espacial Nacional da Argentina, mas também de diferentes acordos de cooperação com outras agências espaciais internacionais.